# Saint-Cyr-en-Retz
Pour les articles homonymes, voir Saint-Cyr.
Saint-Cyr-en-Retz est un village de la commune française de Villeneuve-en-Retz (commune déléguée de Bourgneuf-en-Retz), située dans le département de la Loire-Atlantique et la région Pays de la Loire.
Le village fait partie de la Bretagne historique, dans le pays traditionnel du pays de Retz et dans le pays historique du Pays Nantais.
Les habitants du village s'appellent les Saint-Cyriens et les Saint-Cyriennes.

## Géographie
Saint-Cyr-en-Retz se trouve sur l'axe Pornic-Machecoul (mais son bourg n'est pas situé sur la Route de Machecoul (D13)).
Saint-Cyr-en-Retz n'est qu'à un kilomètre de Fresnay-en-Retz. Au sud du bourg de Saint-Cyr-en-Retz s'étend le marais breton.
Du haut du village de la Noë Briord, à 34 m d'altitude, il est possible d'observer toute l'étendue du marais, en s'aidant d'une table d'orientation.

## Étymologie
Le village doit pour partie son nom à saint Cyr, jeune martyr chrétien du IVe siècle, fils de sainte Julitte.

## Histoire
Port depuis l’Antiquité, le bourg de Saint-Cyr remonte à l'époque romaine. Au Moyen Âge, il devient une paroisse indépendante. Mais le recul de la mer force les Saint-Cyriens à créer dès le XIe siècle un nouveau bourg-port. Le développement de ce nouveau bourg, le bourg neuf de Saint-Cyr fait perdre à Saint-Cyr son rôle de centre névralgique de la commune, et devient « Bourgneuf » en 1793, puis « Bourgneuf-en-Retz » en 1887 : le nouveau port devient en effet plus important que l’ancien bourg de Saint-Cyr.
Le 1er janvier 2016, Saint-Cyr-en-Retz devient un village de la commune nouvelle de Villeneuve-en-Retz, rattachée à la commune déléguée de Bourgneuf-en-Retz.

## Lieux et monuments

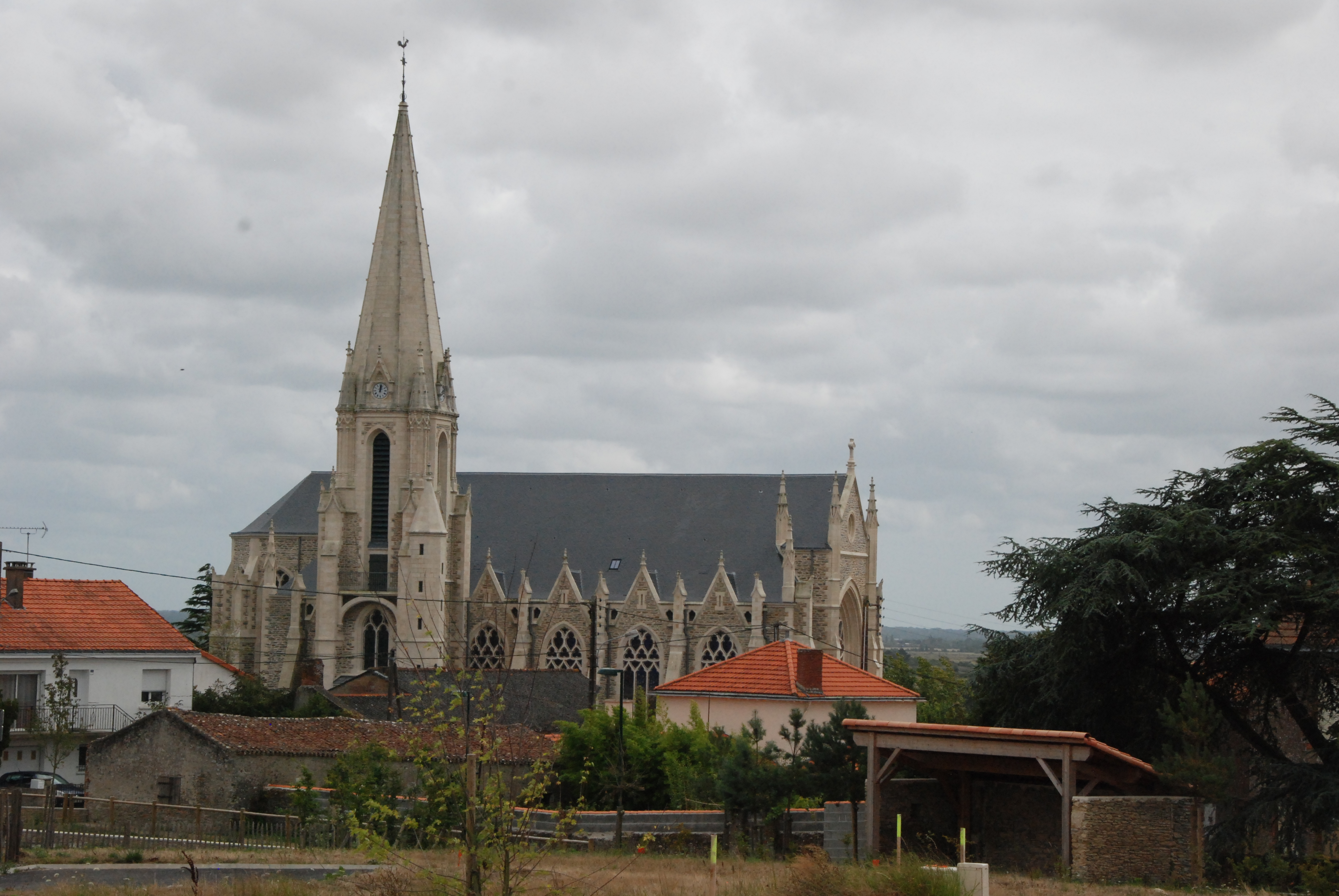
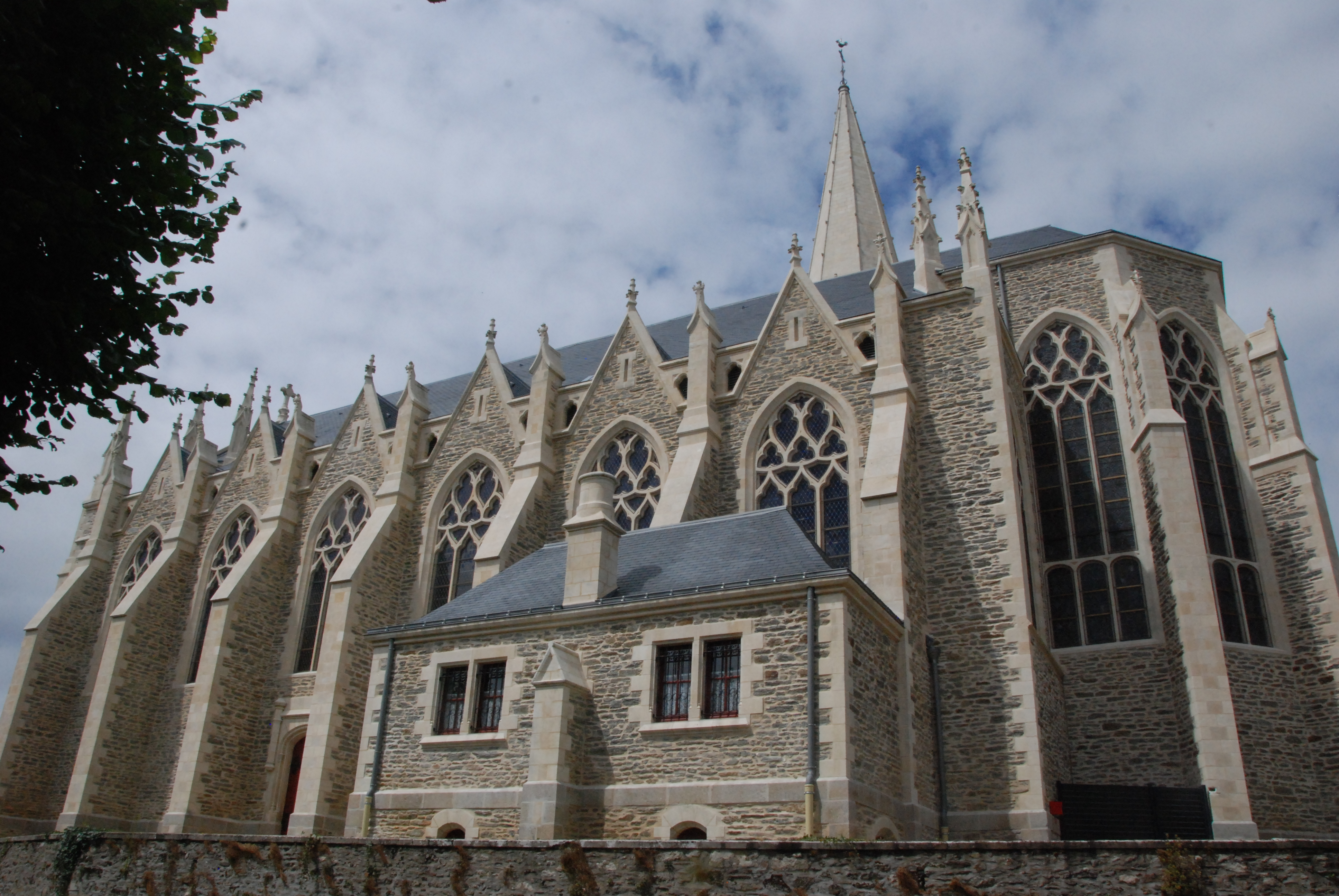
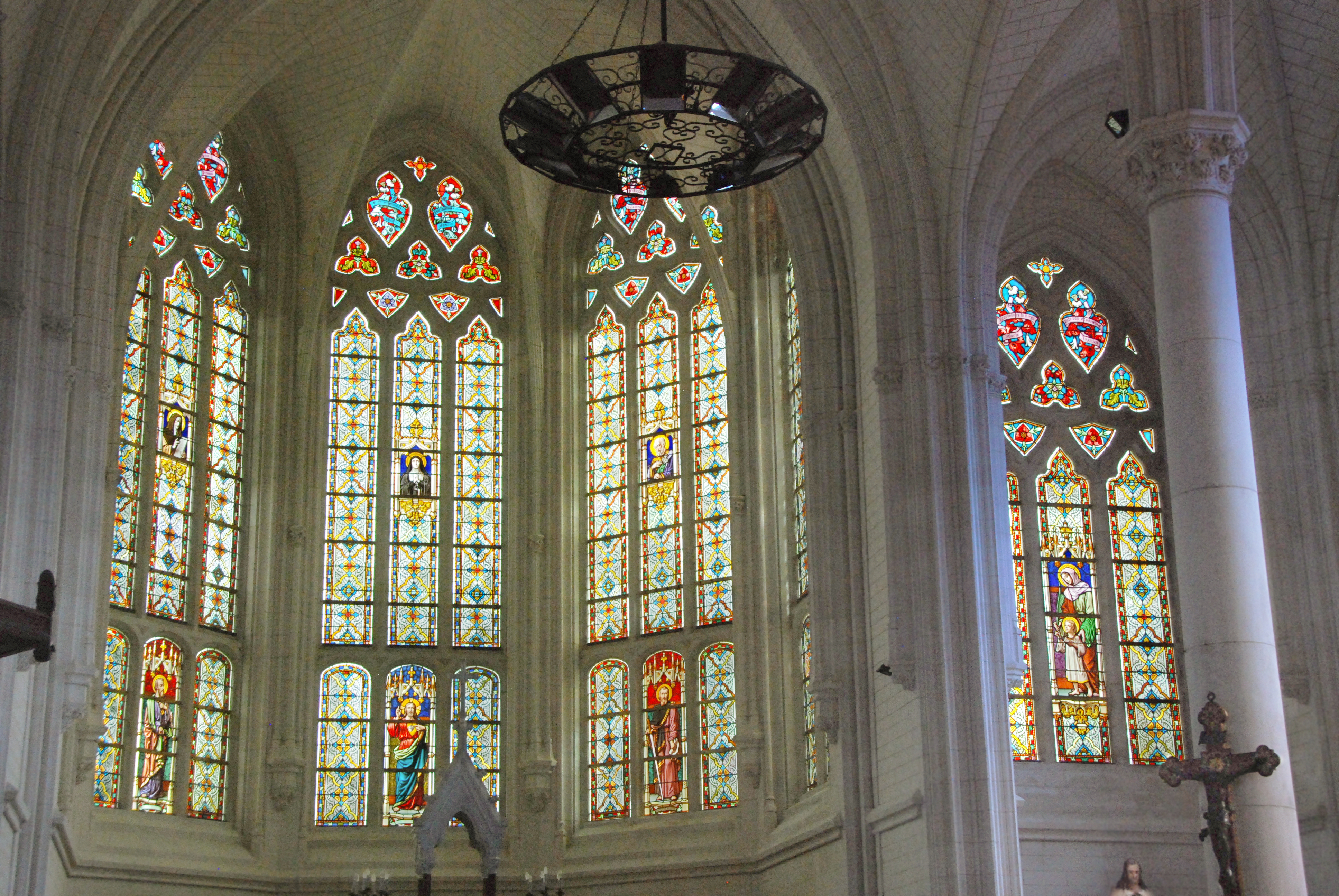

- L'église Saint-Cyr-Sainte-Julitte